# 240725 Scipioni
240725 Scipioni este o planetă minoră (asteroid), cu un diametru de 3,078 km, din centura de asteroizi. A fost descoperită pe 12 aprilie 2005 la Observatorul Național Kitt Peak de Marc Buie⁠(d). 
Obiectul prezintă o orbită caracterizată de o semiaxă mare de 3,0615223949804 UAi, o excentricitate de 0,15361493746202, o înclinație de 1,9319793809113 ° în raport cu ecliptica.